# La Solitude du coureur de fond (recueil)
Pour les articles homonymes, voir La Solitude du coureur de fond.
La Solitude du coureur de fond (The Loneliness of the Long Distance Runner) est un recueil de nouvelles de l'écrivain britannique Alan Sillitoe, paru en 1959. 
Toutes les nouvelles sont imprégnées du même réalisme social et sont situées dans la Grande-Bretagne ouvrière de l'immédiat après-guerre. Les nouvelles sont toutes rédigées à la première personne et  décrivent la transformation d'un individu face à son destin.

## La Solitude du coureur de fond
Le jeune héros est issue des classes populaires et a été interné en prison, dans une maison de correction, (en anglais borstal), à la suite d'un vol, qu'il a d'abord nié, mais qu'il lui a ensuite fallu assumé. Il profite d'un programme de réhabilitation, qui consiste à lui faire gagner une course d'endurance, sur laquelle le directeur de la prison mise beaucoup. Le héros bénéficie ainsi de certains assouplissements dans sa détention, il peut notamment s'échapper quelques instants le  matin de la prison pour aller s'entraîner seul dans la froide campagne.
Comme il n'est pas sans talent, on lui fait miroiter une possible carrière professionnelle. Que va-t-il choisir de faire ?
La Solitude du coureur de fond est la base du scénario du film homonyme de Tony Richardson en 1962.

## Nouvelles
l'Oncle Ernest (Uncle Ernest)
La solitude d'un vieil homme, inspiré d'un oncle de l'auteur, traumatisé par la guerre de tranchées et qui rencontre deux petites protégées qui illuminent sa vie.
Le maitre d'école (M. Raynor Schooteacher)
Le maître a des pensées vagabondes pour s'échapper de son rude quotidien à essayer de mâter de jeunes prolétaires...
La gravure du Bateau de pêche (The Fishing Boat Picture)
Un tableau qui représente un bateau de pêche et qui fait le lien entre les deux membres d'un couple.
Le Match (The Match)
Le match perdu et ses conséquences sur une famille...
L'Arche de Noé (Noah's Ark)
Deux jeunes font l'école buissonnière et s'encanaillent à la foire, avec divers expédients.
Grandeur et décadence de Frankie Buller (The Decline and Fall of Frankie Buller)
Un adolescent attardé mène une Guerre des boutons à sa façon.
Le déshonneur de Jim Scarfedale (The Disgrace of Jim Scarfedale)
Quitter la maison maternelle ou pas ? Telle est la question.
Un Samedi après-midi (On Saturday Afternoon)
Un tout jeune garçon aide un homme à se pendre...
La solitude du coureur de fond (The loneliness of long distance runner)
Les réflexions d'un jeune en maison de redressement vivant la course de sa vie.